# فرانك دير
فرانك دير (بالإنجليزية: Frank Dwyer)‏ هو لاعب كرة قاعدة أمريكي، ولد في 25 مارس 1868 في لي في الولايات المتحدة، وتوفي في 4 فبراير 1943 في بيتسفيلد في الولايات المتحدة.

## وصلات خارجية
- فرانك دير على موقعبيزبول رفرنس.كوم (الدوري الرئيسي) (الإنجليزية)
- فرانك دير على موقعبيزبول رفرنس.كوم (الدوري الثانوي) (الإنجليزية)